# 萊克薩拉鎮區 (明尼蘇達州莫雷縣)
萊克薩拉鎮區（英語：Lake Sarah Township）是一個位於美國明尼蘇達州莫雷縣的行政鎮區。

## 歷史
萊克薩拉鎮區於1873年設立，得名自鎮區內面積最大的湖。

## 人口
根據2020年美國人口普查的數據，萊克薩拉鎮區的面積為93.80平方千米，當中陸地面積為85.00平方千米，而水域面積為8.80平方千米。當地共有人口282人，而人口密度為每平方千米3人。